# ستيفان هيرنانديز
ستيفان هيرنانديز (بالفرنسية: Stéphane Hernandez)‏ هو لاعب كرة قدم فرنسي في مركز الدفاع، ولد في 24 أغسطس 1979 في اشيرول في فرنسا. لعب مع نادي أميين ونادي إيفيان ونادي سانت إتيان ونادي فان.

## وصلات خارجية
- ستيفان هيرنانديز على موقع قاعدة بيانات كرة القدم.إي يو (الإنجليزية)